# Cajetan von Bissingen-Nippenburg

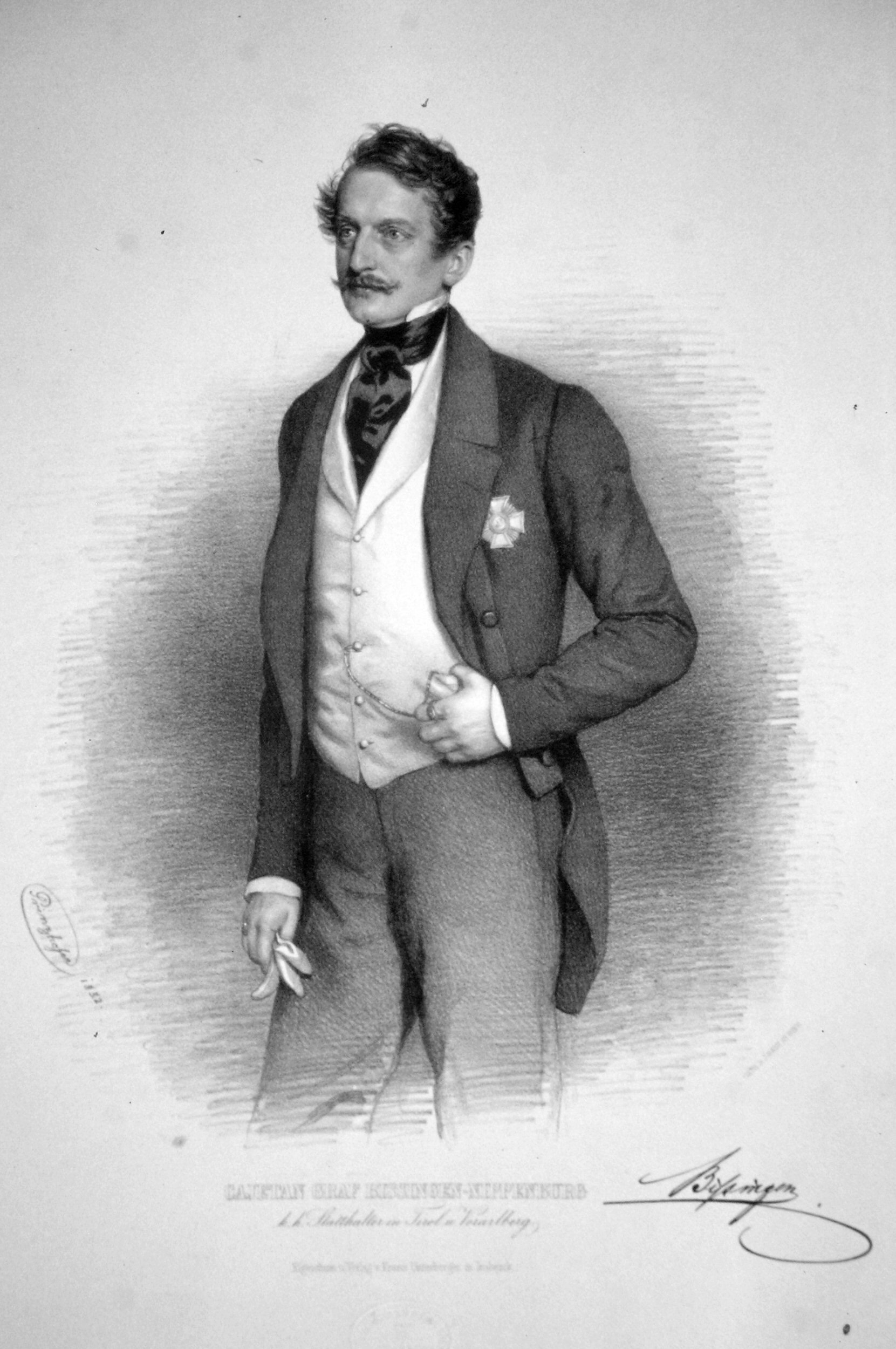
Cajetan von Bissingen-Nippenburg, Lithographie von August Prinzhofer, 1852

Cajetan Alexander Graf von Bissingen und Nippenburg, auch Cajetan Graf von Bissingen und Nippenburg d. Ä. (* 18. März 1806 in Venedig; † 10. Mai 1890 in Schramberg; vollständiger Name Cajetan Maria Alexander Ferdinand Johann Anton Joseph Leonhard Anselm, Graf von Bissingen-Nippenburg), war österreichischer Statthalter in Tirol und Venedig sowie württembergischer und deutscher Politiker.

## Familie
Cajetan stammte aus dem Adelsgeschlecht der Grafen von Bissingen und Nippenburg. Er war das siebte von acht Kindern aus der Ehe von Gouverneur Ferdinand Graf von Bissingen und Nippenburg mit Maria Theresia, Gräfin von Thurn-Valsassina und Taxis; aus der ersten Ehe seines Vaters mit Maria Anna Amalia von Stotzingen stammen drei Kinder.
Er heiratete am 10. August 1834 in Gmünden Ludovika Marie Freiin von Warsberg (* 4. Februar 1814; † 9. Dezember 1879). Aus der Ehe stammen folgende Kinder:
- Ferdinand (1837–1919)

⚭ 1868 Mechtilde Gräfin von und zu Arco-Zinneberg (1845–1874)
⚭ 1882 Elisabeth Freiin von Mylius (1856–1926)
- Alexander (* 1840)
- Ludivika (* 1842)
- Elisabeth (* 1844)

⚭ 1868 Rudof Freiherr von Speth († 1878)
⚭ 1890 Franz Graf von und zu Bodman
- Anna (* 1855)

## Leben
Er studierte an der Universität Innsbruck Rechtswissenschaften und schloss das Studium mit einer Promotion zum Dr. jur. ab. Er unternahm zahlreiche Reisen unter anderem durch Österreich, Ungarn, die deutschen Staaten, Italien, die Schweiz, Frankreich und Belgien.
Im Jahr 1828 trat von Bissingen und Nippenburg in den österreichischen Staatsdienst ein. Er arbeitete zunächst als Auskulator zehn Jahre beim Stadt- und Landgericht in Innsbruck. Nach dem Tod des Vaters 1831 übernahm er dessen Besitzungen. Die ungarischen Güter tauschte er 1834 durch Familienvertrag gegen die Herrschaft Schramberg sowie verschiedene Güter im Königreich Württemberg ein. Nach der Heirat mit Ludovica Maria von Warsberg trat er 1838 aus dem Staatsdienst aus und widmete sich ganz seinem Besitz. Er ließ zwischen 1841 und 1843 einen Neubau von Schloss Schramberg im spätklassizistischen Stil mit einer Parkanlage errichten. Er war Lehen- und Fideikommissbesitzer in Schramberg.

### Vormärz und Revolution von 1848
Ab 1845 war von Bissingen und Nippenburg Mitglied der Zweiten Kammer der Württembergischen Landstände. Nach dem Beginn der Revolution von 1848 war er eines der wenigen österreichischen Mitglieder des Fünfzigerausschusses des Vorparlaments. Dort war er Mitglied im Verfassungsausschuss. Bei der Abstimmung über die Paragraphen 2 und 3 der Verfassung verließ er mit den übrigen für Österreich gewählten Abgeordneten das Parlament.

### Statthalter
Bissingen und Nippenburg trat nach der Thronbesteigung von Franz Joseph I. wieder in den österreichischen Staatsdienst ein. Er war ab 1848 Statthalter für Tirol und Vorarlberg. In dieser Zeit machte er sich durch verschiedene Reformen verdient. So geht auf ihn die Einrichtung des Land- und Oberlandesgerichts in Innsbruck sowie den Anschluss an das Telegraphennetz in Tirol zurück. Als 1852 der landschaftliche Ausschuss für Tirol aufgelöst wurde, war er gleichzeitig Landeshauptmann. Im Jahr 1855 wurde er Statthalter in Venedig. Im Jahr 1860 schied er aus dem Staatsdienst aus und kehrte auf seine Besitzungen in Württemberg zurück.

### Abgeordneter
Zwischen 1862 und 1868 gehörte er erneut der Zweiten Kammer in Württemberg an. Von 1872 bis 1884 war von Bissingen und Nippenburg als Mitglied der Zentrumspartei Abgeordneter des deutschen Reichstages. Sein Reichstagsmandat gewann er im Wahlkreis Württemberg 16 (Biberach, Leutkirch, Waldsee, Wangen). Während des Kulturkampfes gehörte er zu den bedeutendsten Vertretern des politischen Katholizismus aus Württemberg, obwohl sein Land selbst innenpolitisch von dem Konflikt kaum betroffen war.

## Sonstiges
Er war Ehrenmitglied der katholischen Studentenverbindung AV Guestfalia Tübingen im CV.